# 北佐久郡
北佐久郡（日语：／ Kitasaku gun */?）為長野縣的一郡。
現管轄有以下3町。
- 輕井澤町
- 立科町
- 御代田町